# Stade Atatürk de Bursa
Le stade Atatürk de Bursa est un stade de football construit à Bursa en 1950. Le propriétaire actuel est le club de Bursaspor, bien que son stade actuel soit le Timsah Arena.

## Historique
Jusqu’en 1930 les matchs étaient joués dans le Stade Atıcılar. En 1929, après un match gagné 1 à 0 de Bursaspor contre l’équipe B de Galatasaray, les gérants du club on décidé de trouver un autre stade. Avec les tentatives positives du gouverneur de Bursa M. Hulusi et le gérant Faik Tinel et avec l’aide du Commandant de Corps Ali Hikmet Paşa un emplacement a été construit pour le club.
À cette époque Mustafa Kemal Atatürk, en visite à Bursa, apprit que le club avait besoin d’un nouveau stade et donna 1000 TL pour sa construction. Le nouveau gouverneur Kemal Gedelek fit don de 2000 TL pour la construction du stade. C’est encore avec l’aide du Commandant Ali Hikmet Paşa que le stade fut nanti d'une tribune bétonnée de 400 places. Quelque temps après le terrain n’étant plus convenable pour jouer au football, un nouveau terrain a été construit près du dernier.
Vers la fin des années 1950, le stade prendra sa forme actuelle avec les investissements du gouverneur Haşim İşcan et de Faik Tinel. Et finalement le stade devient couvert.
Dans les années 2000 la ville de Bursa et le stade accueilleront l’Allemagne, les Pays-Bas et l’Irlande.
Depuis la candidature de la Turquie pour l’organisation du Championnat d'Europe de football 2016 les gérants du club ont décidé de la construction d'un nouveau stade d'une capacité 45 000 spectateurs, le Timsah Arena et sera inauguré en septembre 2015.

## Caractéristique du stade
Les caractéristiques UEFA du stade sont les suivantes :
- capacité totale 19 616. Les jours de matchs le nombre de billets imprimés est de 18 340.
- Capacité assise :
  - tribune protocole : 165.
  - tribune VIP : 681.
  - tribune couverte : 1 290 et 4 495.
  - tribune couverte derrière cage : 8 077.
  - tribune découverte derrière cage : 3 949.
- le stadium a 15 entrées avec au total 24 systèmes d’entrée avec code-barres.
- le stade possède 51 caméras de surveillance donc 24 dans le stade, 24 en dehors du stade et 3 à 360 degrés.
- le stade possède une salle de presse de 30 m2 et 20 câbles pour la connexion internet pour le travail des journalistes.
- pour le contrôle des caméras de surveillance et du système de son une salle de sécurité a été construite.

## Rénovation en 2010
Après avoir gagné le championnat les gérants du club s'attèlent sans traîner (le 25 mai 2010) à la rénovation du stade. Sept camions de construction et 80 camions de transport travaillent 24 heures sur 24 dans le stade pour finir la rénovation avant le début des matchs de Ligue Europa 2010-2011.